# 日本の映画スタッフ一覧
日本の映画スタッフ一覧（にほんのえいがスタッフいちらん）は、日本映画で活躍している映画監督、映画プロデューサー以外のフィルム映画の製作スタッフの一覧を記している。
映画監督は日本の映画監督一覧、映画プロデューサーは映画プロデューサー一覧、日本の映画プロデューサー一覧を参考。

## 脚本
- 荒井晴彦
- 一色伸幸
- 伊藤和典
- 奥寺佐渡子
- 笠原和夫 (脚本家)
- 宮藤官九郎
- 高橋洋
- 田中陽造
- 福田靖
- 松枝佳紀
- 真辺克彦
- 森岡利行
- 高須光聖

## 撮影技師
- 安藤庄平
- 猪本雅三
- 沖村志宏
- 木村大作
- 柴主高秀
- 仙元誠三
- 高間賢治
- 高村倉太郎
- 浜田毅
- 姫田真佐久
- 前田米造
- 山本英夫
- 藤澤順一
- 宮川一夫
- 篠田昇
- 柳島克己
- 中井朝一
- 玉井正夫
- 厚田雄春
- 藤石修
- 佐光朗
- 蔦井孝洋
- 栢野直樹
- 長沼六男
- 斑目重友
- 唐沢悟
- 阿藤正一
- 上田正治
- 北澤弘之
- さのてつろう
- 安田光

## 照明技師
- 吉角荘介
- 長田達也
- 中須岳士
- 木村太朗
- 高屋齋
- 中村裕樹
- 渡辺三雄
- 中岡源権
- 疋田ヨシタケ
- 水野研一
- 杉本崇
- 大久保武志
- 小野晃
- 加瀬弘行
- 佐野武治

## 美術（大道具・背景）
- 稲垣尚夫
- 木村威夫
- 磯見俊裕
- 村木与四郎
- 磯田典宏
- 西岡善信
- 種田陽平
- 相馬直樹
- 山崎秀満
- 出川三男
- 福澤勝広
- 山口修
- 部谷京子
- 岩城南海子
- 上條安里
- 原田満生
- 吉田孝
- 松宮敏之
- 近藤成之
- 横尾嘉良
- 徳田博

## 装飾（小道具・持ち道具・消え物）
- 松本良二

## ロケーションコーディネーター
- 森多夏良

## 特殊機械効果
- 三輪野勇
- 田中豊夫
- 金子久夫
- 鹿山和男
- 木本秀一
- 関根義雄
- 落合保雄
- 長谷川忠治
- 多正行
- 平山茂
- 露木聡
- 赤岡修
- 上竹寛一

## 編集技師
- 宮島竜治
- 田口拓也
- 川島章正
- 穂垣順之助
- 阿部亙英
- 掛須秀一
- 太田義則
- 石井巌
- 今井剛
- 大畑英亮
- 奥原好幸
- 菊池純一
- 上野聡一
- 平澤政吾
- 普嶋信一
- 米田武朗
- 小池義幸

## 音楽
- 梅林茂
- 伊福部昭
- 大野雄二
- 千住明
- 冨田勲
- 久石譲
- 武満徹
- 早坂文雄
- 千野秀一
- 池辺晋一郎
- 大島ミチル
- 服部隆之
- 佐藤直紀
- 岩代太郎

## 録音技師（効果音・整音・音響）
- 小野寺修
- 郡弘道
- 伊藤裕規
- 岸田和美
- 高野泰雄
- 武進
- 鶴巻仁
- 加来昭彦
- 柿澤潔
- 阿部茂
- 米山靖
- 志満順一
- 松陰信彦
- 瀬川徹夫
- 宮永晋
- 橋本文雄
- 安藤精八

## 衣装（スタイリスト）
- 黒澤和子
- 宮本まさ江
- 和田恵美子
- 伊賀大介

## 記録（スクリプター）
- 今村治子
- 黒岩美穂子
- 白鳥あかね
- 堀北昌子

## 殺陣師（擬斗・技闘）
- 伊藤浩市
- 久世竜
- 國井正廣
- 佐々木修平
- 高倉英二
- 高瀬将嗣
- 二家本辰巳

## スタントマン
- 渥美博
- 雨宮正信
- 大友千秋
- 大西正昭
- 黒子昭
- 宍戸大全
- 野呂慎治
- 三石千尋

## 特殊メイク
- 原口智生

## 火薬技師（発砲）
- 坂本佐幸
- 渡辺忠昭
- 納富貴久男
- 久米攻